# Radisson Blu, Brazzaville
Pour les articles homonymes, voir Radisson (homonymie).
Hôtel Radisson Blu de Brazzaville, connu sur le Nom de Radisson Blu M'bamou Palace Hotel est un hôtel de République du Congo situé à Brazzaville, la capitale, et appartenant à la chaîne d'établissements hôteliers de luxe Radisson Blu.

## Histoire
Le Radisson Blu M’Bamou Palace Hôtel, appartenant au Carlson Rezidor Hotel Group, a ouvert ses portes en République du Congo à l'occasion des onzièmes Jeux Africains, qui se sont déroulés à Brazzaville du 4 au 19 septembre 2015,,. Situé sur les rives du fleuve Congo, l'établissement se trouve à moins de 6 km de l’aéroport de Maya-Maya. 
Le Radisson Blu M’Bamou Palace Hôtel de 178 chambres, un restaurant, ainsi que deux bars, dont l'un dispose d'une terrasse avec piscine,,,.

## Voir Aussi

### Articles Connexes
- Radisson Blu